# Alexander Roche

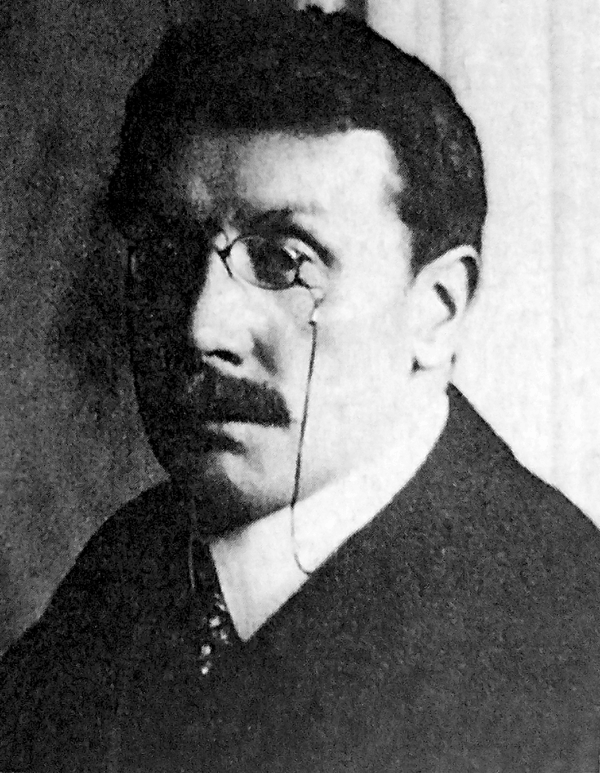
Alexander Roche (1863–1921)

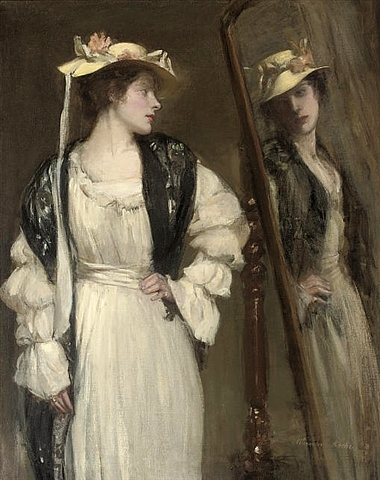
Alexander Roche: The Looking Glass (1887)

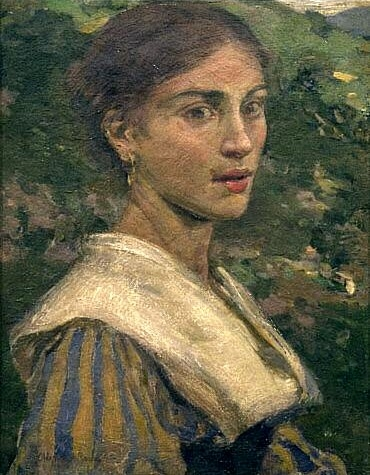
Alexander Roche: A Sabine Woman (1894)

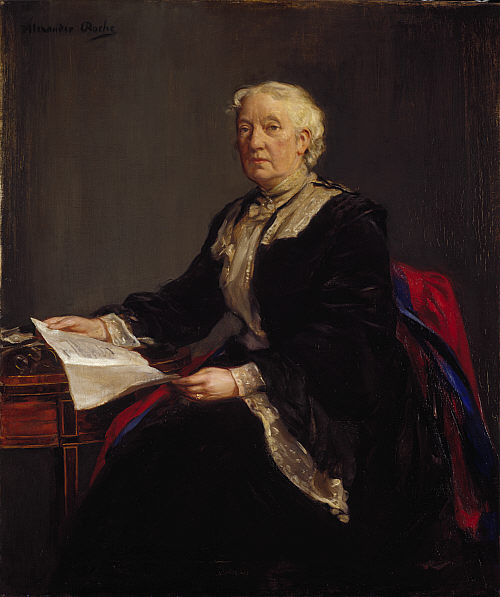
Alexander Roche: Flora Stevenson (1904)

Alexander Ignatius Roche (* 17. August 1863 in Glasgow; † 10. März 1921 in Edinburgh) war ein schottischer Maler des Spätimpressionismus und Mitglied der Glasgow Boys, einer Künstlergruppe aus dem 19. und frühen 20. Jahrhundert.

## Leben und Werk
Alexander Roche, geboren 1863 als Sohn eines Hutmachers, besuchte die St Mungo’s Academy. Anschließend begann er in einem Architekturbüro eine Ausbildung zum Architekten, die er aber nicht abschloss. Daneben belegte er einige Kurse an der Glasgow School of Art. 1881 ging er nach Paris und besuchte die Académie Julian, wo er von Gustave Boulanger und Jules-Joseph Lefebvre unterrichtet wurde. Später schrieb er sich an der École des Beaux-Arts ein und war dort Schüler von Jean-Léon Gérôme. Während seines Aufenthalts in Paris traf er auf andere schottische Künstler, darunter John Lavery, Thomas Millie Dow, William Stott und William Kennedy. Gemeinsam malten sie, beeinflusst von Jules Bastien-Lepage und den Freilichtmalern, bei Grez-sur-Loing südlich von Fontainebleau.
1885 kehrte er nach Schottland zurück und ließ sich als freier Künstler zunächst in Glasgow nieder. Er malte romantische Idyllen mit Mädchen in Gärten, Interieurs und Landschaften. Eines dieser Bilder, The Dominie’s Favourites, wurde 1885 am Glasgow Institute of the Fine Arts ausgestellt und mit dem hohen Betrag von 250 £ als Kaufpreis ausgezeichnet. Roche bezog ein Cottage am Ufer des Flusses Luggie in East Dunbartonshire nahe Edinburgh und malte dort einige seiner besten Landschaften. Ein bekanntes Bild aus dieser Zeit ist The Shepherd. Er wurde zum Mitglied des Glasgow Art Club gewählt und zählte bald zu den bekannten Mitgliedern der Glasgow Boys.
1888 verbrachte er die meiste Zeit auf Capri, wo er mit einer internationalen Gruppe von Künstlern in Verbindung stand, darunter Fabio Fabbi und Harold Speed. Auf zwei weiteren Italienreisen in den frühen 1890er Jahren, die ihn nach Florenz und Venedig führten, malte er zahlreiche Genreszenen und Porträts von Einheimischen wie A Sabine Woman und Italian Peasant Girl. In Florenz heiratete er ein italienisches Mädchen. Die Verbindung war aber nicht von Dauer. Roche verbrachte auch einige Zeit in den Vereinigten Staaten. Dort malte er Andrew Carnegie, einer der damals reichsten Menschen der Welt, und dessen Ehefrau Louise und Tochter Margaret.
1891 wurde Roche in München mit einer Goldmedaille ausgezeichnet und in den New English Art Club aufgenommen. 1892 erhielt er vom Salon de Paris eine Anerkennung. 1894 wählte die Royal Scottish Academy Roche zum „Associate“ und nahm ihn sechs Jahre später als Vollmitglied auf. 1896 zog Roche nach Edinburgh und malte eine Reihe von Porträts, was seiner Malweise sehr entgegenkam. In späteren Jahren wurde die Porträtmalerei seine Haupteinnahmequelle. 1897 wurde er in Dresden mit einer Goldmedaille ausgezeichnet. Seine Gemälde wurden zwischen 1890 und 1919 auch regelmäßig an der Royal Academy of Arts in London gezeigt. 1898 wurde er Mitglied in der Royal Society of Portrait Painters. Auch die Grosvenor Gallery in London, die Walker Art Gallery in Liverpool und die Manchester City Art Gallery stellten seine Arbeiten aus.
1906 heiratete Roche Jean Alexander, die Tochter des Malers Robert Alexander und Schwester von Edwin Alexander, der ebenfalls Maler war. Alle vier waren freundschaftlich verbunden mit Joseph Crawhall, einem Mitglied der Glasgow Boys, mit dem sie eine Vorliebe für Tanger in Marokko teilten. Das Paar lebte von 1907 bis 1914 in Edinburgh, Royal Terrace 8. In dieser Zeit erlitt er eine Hirnblutung, infolgedessen seine rechte Hand gelähmt blieb. Er lernte mit der linken Hand zu malen und brachte es zu ähnlich großer Könnerschaft wie vormals mit der rechten. Schließlich erwarb das Paar ein Cottage in Slateford am Water of Leith südwestlich von Edinburgh, wo Roche 1921 im Alter von 59 Jahren starb.

## Werke (Auswahl)
- The Dominie’s Favourites (1885)
- The Shepherd (1886)
- The Idyll (1892)
- A Sabine Woman (1894)
- Italian Peasant Girl
- The Looking Glass
- The Harbour, St. Monance
- Portrait of Flora Stevenson (1904)